# Kleingebiet Bátonyterenye
Das Kleingebiet Bátonyterenye (ungarisch Bátonyterenyei kistérség) war bis Ende 2012 eine ungarische Verwaltungseinheit (LAU 1) innerhalb des Komitats Nógrád in Nordungarn. Im Zuge der Verwaltungsreform von 2013 wurden acht Ortschaften dem nachfolgenden Kreis Bátonyterenye (ungarisch Bátonyterenyei járás) und sechs Ortschaften dem Kreis Salgótarján (ungarisch Salgótarjáni járás) zugeordnet.
Ende 2012 lebten im Kleingebiet 23.857 Einwohner auf einer Fläche von 273,64 km². Mit einer Bevölkerungsdichte von 87 Einwohnern/km² lag das Kleingebiet über dem Komitatsdurchschnitt.
Der Verwaltungssitz befand sich in der einzigen Stadt, Bátonyterenye (12.764 Ew.).

## Ortschaften
| Bátonyterenye  | Dorogháza  | Kisbárkány   | Lucfalva      | Márkháza    |
| Mátramindszent | Mátranovák | Mátraterenye | Mátraverebély | Nagybárkány |
| Nagykeresztúr  | Nemti      | Sámsonháza   | Szuha         |             |